# Daria Guidetti
Daria Guidetti   (Empoli, 1978) és una astrofísica i divulgadora de la ciència italiana.

## Biografia
Nascuda i criada a Empoli, apassionada per l'astronomia des dels 5 anys d'edat, durant el batxillerat es va incorporar al Grup d'Astrònoms Amateurs de Montelupo (Gruppo Astrofili Montelupo), més tard també al Nou Grup d'Astrònoms Amateurs d'Arezzo (Nuovo Gruppo Astrofili Arezzo).
Durant els seus estudis de batxillerat va monitorar molts asteroides dins de les activitats del Grup d'Astrònoms Amateurs de Montelupo, descobrint els dos asteroides: 
- 49443 Marcobondi, el 1998 amb Egisto Masotti
- 34004 Gregorini, el 2000 amb Maura Tombelli

a l'observatori astronòmic de Montelupo Fiorentino.

## Estudis
Inscrita a la Facultat de Física de la Universitat de Florència, el darrer any es va traslladar a la Universitat de Bolonya per especialitzar-se en radioastronomia, on es va graduar magna cum laude en Astrofísica amb una tesi titulada: Proprietà radio di sorgenti in ammassi di galassie: il sistema dumb-bell in Abell 2382, (Propietats de ràdio de les fonts en cúmuls de galàxies: el sistema de dump-bell a Abell 2382), després va realitzar estudis de doctorat a l'Observatori Europeu Austral de Múnic i a la Universitat de Bolonya. L'any 2017 va obtenir un màster en Periodisme i Comunicació Institucional de la Ciència a la Universitat de Ferrara amb una tesi sobre estereotips de gènere a la ciència.

## Carrera professional
Desenvolupa la seva activitat investigadora a l'Institut de Radioastronomia de Bolonya de l'Institut Nacional d'Astrofísica (INAF).
Dedicada a la divulgació científica, realitza jornades de divulgació pública arreu del país, organitza actes de difusió per al públic, col·labora amb diverses televisions i ràdios i amb revistes de cultura astronòmica (com ara COSMO, Le Stelle i Coelum Astronomia, realitza visites guiades al Centre de Visites dedicades a Marcello Ceccarelli de l'Institut de Radioastronomia de Bolonya. Comissària de la columna regular I misteri del Cosmo per a la revista Atmosfera de l'empresa AirItaly (antiga Meridiana). Participa en el projecte de divulgació científica a les escoles Il Linguaggio della Ricerca promogut per l'Àrea de Recerca del CNR -Bolònia, amb lliçons de física, astronomia i contaminació espacial.
A finals del 2016 va debutar com a corresponsal a l'estadi de la retransmissió televisiva Quelli che il calcio, per seguir els partits de l'Empoli Football Club i donar píndoles d'astronomia.
El 2018 va debutar com a autora i presentadora de televisió al programa Destinazione Spazio de Reteconomy, i COSMO al BFC Video de l'editorial independent Blue Financial Communication.
El desembre de 2019 va publicar el volum Campi magnetici (Camps magnètics) de la col·lecció Viaggio nell'universo – Scoperte e segreti dell’astrofisica (Viatge a través de l'univers - Descobriments i secrets de l'astrofísica) amb una introducció de Piero Angela i publicat per Corriere della Sera.

## Reconeixements
- L'any 2012 va guanyar el premi nacional Vincenzo Ferraro[21] de la Societat Italiana de Física[22] a la millor tesi doctoral en física i química sobre camps magnètics entre les que es van discutir en el trienni 2008-2011. La tesi se centra en l'estudi dels camps magnètics en cúmuls i grups de galàxies[23] que ha posat de manifest en particular la presència d'estructures ordenades (bandes) en el camp magnètic intergalàctic al voltant d'algunes radiogalàxies: estructures amb contorns ben definits i que són molt diferents de les cèl·lules observades fins ara a la majoria de ràdiogalàxies. La naturalesa d'aquestes bandes s'ha investigat mitjançant models matemàtics i simulacions de Montecarlo en tres dimensions de plasmes de ràdio que s'expandeixen en gas altament ionitzat i dotats d'un camp magnètic, que descriuen bé l'entorn en què es desenvolupen les ràdiogalàxies: les bandes s'han interpretat, per tant, com a causa d'una interacció entre les pròpies galàxies de ràdio i el gas magneto-ió circumdant. Va ser un dels primers experiments d'observació que va donar evidència directa d'aquesta interacció. Les observacions d'aquest estudi es basen en la combinació de dades de ràdio d'alta resolució i sensibilitat del Very Large Array[24] i dades de raigs X dels satèl·lits Chandra,[25] XMM-Newton[26] i ROSAT.[27]

- L'any 2019 va rebre el premi «Paola De Paoli - Camillo Marchetti» de divulgació científica[28] de la Unió de Periodistes Científics Italians, amb la motivació següent: «la seva carrera professional — començant pel grau en astronomia, seguida del doctorat en astronomia i el màster en periodisme i comunicació institucional de la ciència — li permet adquirir experiència professional des de la universitat fins a l'Institut INAF de Radioastronomia-Radiotelescopis de Medicina de Bolonya, amb l'oportunitat d'aprofitar totes les seves habilitats amb una activitat articulada de divulgació científica, en paper i en pantalla».[29]

- El 14 de maig de 2021, l'asteroide 27005 Dariaguidetti, descobert pels astrònoms Giuseppe Forti i Maura Tombelli a l'Estació d'observació Cima Ekar el 1998, va ser anomenat en honor seu.[30]